# Натуральне число

Натуральні числа можуть використовуватись для лічби (одне яблуко, два яблука, три яблука, …).

Відображення натуральних, цілих, раціональних, дійсних і комплексних чисел
колами Ейлера

У математиці натура́льні чи́сла (англ. natural numbers) — це числа 1, 2, 3 тощо, можливо, включно з 0. Деякі визначення, включно зі стандартом ISO 80000-2, починають натуральні числа з 0, що відповідає невід'ємним цілим числам 0, 1, 2, 3, ..., тоді як інші починають їх з 1, що відповідає додатним цілим числам 1, 2, 3, ... Множину натуральних чисел заведено позначати знаком {\displaystyle \mathbb {N} .}
Існують два основних підходи до означення натуральних чисел:
- числа, які використовують при лічбі предметів (перший, другий, третій…) — підхід, загальноприйнятий у більшості країн світу; формалізованим різновидом цього підходу є аксіоматичне описання системи натуральних чисел за допомогою аксіом Пеано.
- числа для позначення кількості предметів (один предмет, два предмети…).

Натуральні числа можна записувати за допомогою десяти цифр: 1, 2, 3, 4, 5, 6, 7, 8, 9, 0.
Множина натуральних чисел є нескінченною: для будь-якого натурального числа знайдеться інше натуральне число, більше за нього.

## Історія натуральних чисел
Поняття натурального числа, викликане потребою лічби предметів, виникло ще в доісторичні часи. Процес формування поняття натурального числа тривав протягом усієї історії людства. На найнижчому етапі первісного суспільства поняття абстрактного числа не існувало. У свідомості первісної людини ще не сформувалося те спільне, що об'єднує наприклад, «три людини» та «три озера». Аналіз мов первісних народностей показує, що для лічби предметів різного типу використовували різні словесні звороти. Слово «три» в контекстах «три людини», «три човни» передавалося по-різному. Такі іменовані числові ряди були дуже короткими і завершувалися неіндивідуалізованим поняттями «багато», які також були іменованими, тобто висловлювалися різними словами для різних типів об'єктів, такими, як «натовп», «стадо», «купа» тощо.
Спочатку числові терміни мали якісніший характер — відрізняли один, два та більшу кількість. Більші числа одержували додаванням. Наприклад, в австралійського племені ріки Муррей, 1 — енза, 2 — петчевал, 3 — петчевал-енза, 4 — петчевал-петчевал. Але навіть такі здібності людство здобуло після великого проміжку часу, в який користувалися лише з понять «один», «два» та «багато» (ще й досі збереглося плем'я, яке зупинилося на цьому етапові розвитку вмінь числового абстрагування).
Джерелом виникнення поняття абстрактного числа була лічба предметів, що базувалася на зіставленні предметам даної сукупності предметів певної сукупності, що мала роль еталону. У більшості народів першим таким еталоном були пальці («лічба на пальцях»), що безпосередньо підтверджується мовознавчим аналізом назв перших чисел. На цьому етапі число стає абстрактним, незалежним від якості об'єктів лічби, але разом з тим пов'язаним з природою сукупності-еталону. Розширення потреб лічби спонукало людей користуватися з інших еталонів лічби, наприклад, зарубок на паличці. Для фіксації порівняно великих чисел стали використовувати нову ідею: позначення деякого певного числа (у більшості народів — десяти) новим знаком, наприклад, зарубкою на іншій паличці.
З розвитком писемності можливості відтворення чисел значно розширились. Спочатку числа стали позначати рисками на матеріалі, що слугував для запису (папірус, глиняні таблички тощо). Потім були введені інші знаки для великих чисел. Вавилонські клинописні позначення чисел, а також «римські цифри», що збереглися до наших днів, ясно свідчать саме про цей шлях формування позначень для чисел.
Великим прогресом було винайдення «цифр». Тепер стало можливим записати будь-яке число обмеженим набором символів. Наприклад, вавилоняни розвинули потужну позиційну систему, що базувалася на цифрах 1 та 10, але фактично її основою було число 60. Зручнішою була індійська позиційна система числення, що дозволяла записати будь-яке натуральне число за допомогою десяти знаків — цифр; вона згодом стала всесвітньо визнаною і досі залишається такою (хоча форма цифр дещо змінювалася; цифри цієї системи ми називаємо арабськими, оскільки система прийшла в Європу через арабів). Таким чином, паралельно з розвитком писемності, поняття натурального числа приймає все абстрактнішу форму, відокремлену від будь-якої конкретності поняття числа, відтворюваного як у формі слів в усній мові, так і в формі позначення спеціальними знаками в письмовій.
Важливим кроком у розвитку поняття натурального числа є усвідомлення нескінченності натурального ряду чисел — потенційної можливості його безмежного продовження. Чітке уявлення про нескінченність натурального ряду відображене в пам'ятниках античної математики (III століття до н.е.), у працях Евкліда й Архімеда. У «Началах» Евкліда встановлюється навіть нескінченність кількості простих чисел, а у книзі Архімеда «Псаміт» — принципи для побудови назв та позначень як завгодно великих чисел, зокрема більших за «число піщинок у світі».
Питання про обґрунтованість поняття натурального числа довгий час у науці не ставилося. Поняття натурального числа настільки звичне і просте, що не виникало потреби в його означенні в термінах будь-яких простіших понять. Лише в середині XIX століття, під впливом розвитку аксіоматичного методу в математиці з одного боку, і критичного перегляду основ математичного аналізу — з іншого, назріла необхідність обґрунтування поняття кількісного натурального числа.
Чітке означення поняття натурального числа на основі поняття множини було дано в 70-х роках XIX століття в роботах Георга Кантора. Спочатку він означує рівнопотужність множин. Потім число елементів однієї множини означається як те спільне, що має дана множина і будь-яка інша, рівнопотужна їй, незалежно від якісних особливостей елементів цих множин. Таке означення відображає суть натурального числа як результату лічби предметів.
Інше обґрунтування поняття натурального числа базується на аналізі відношення порядку слідування, яке може бути задано за допомогою аксіом. Побудована на цьому принципі система аксіом була сформульована Джузеппе Пеано.

## Означення

Велику літеру N із подвоєною лінією, часто використовують для позначення множини всіх натуральних чисел (див. Таблиця математичних символів).

Математики використовують символ N або ℕ для позначення множини всіх натуральних чисел. В старих текстах також іноді використовували символ J для позначення цієї множини. Ця множина є нескінченнозліченою: тобто вона є нескінченною і при тому зліченою за визначенням. Також говорять що, кардинальним числом цієї множини є Алеф-нуль (ℵ0).
Щоб задати однозначно чи включено в цю множину число 0 або ні, іноді в першому випадку додають нижній індекс (або верхній) «0» при формальнішому позначенні, а в другому випадку додають верхній індекс «*» або нижній підпис «>0»:
ℕ0 = ℕ0 = {0, 1, 2, …}
ℕ* = ℕ+ = ℕ1 = ℕ>0 = {1, 2, …}.

### Аксіоми Пеано
Формальне означення натуральних чисел сформулював італійський математик Джузеппе Пеано в 1889 році. Аксіоми Пеано базувалися на розробках Грассмана, хоча саме Пеано надав їм сучасного вигляду. Ці аксіоми дозволили формалізувати арифметику. Після їх введення з'явилася можливість доводити, наприклад, рівність {\displaystyle 2\cdot 2=4\,}, основні властивості натуральних чисел, а також формалізовано будувати системи цілих, раціональних, дійсних чисел.
Аксіоми Пеано:
Введемо функцію {\displaystyle S(x)\,}, котра зіставляє числу {\displaystyle x\,} наступне за ним число (інакше кажучи, число, що слідує за ним).
1. {\displaystyle 1\in \mathbb {N} } (одиниця є натуральним числом).
2. Якщо {\displaystyle a\in \mathbb {N} }, то {\displaystyle S(a)\in \mathbb {N} } (число, наступне за натуральним, також є натуральним).
3. {\displaystyle \not \exists a\in \mathbb {N} \ (S(a)=1)} (одиниця не слідує за жодним натуральним числом).
4. Якщо {\displaystyle \ S(b)=a} та {\displaystyle \ S(c)=a,} то {\displaystyle \ b=c} (натуральне число не може слідувати за двома різними натуральними числами).
5. Аксіома індукції: Нехай деяке висловлювання, залежне від числа {\displaystyle \ n}, істинне для {\displaystyle \ n=1} (база індукції). І нехай для кожного натурального {\displaystyle \ k} з істинності цього висловлювання для {\displaystyle \ n=k} випливає його істинність для {\displaystyle \ n=S(k)} (індукційне припущення). Тоді це висловлювання істинне для всіх натуральних {\displaystyle \ n}.

В оригіналі Джузеппе Пеано першим натуральним числом брав 0, а не 1. Для множини натуральних чисел у цьому «розширеному» сенсі, тобто {\displaystyle \ \{0,1,2,...\}}, зазвичай використовують позначення {\displaystyle \mathbb {N} _{0}} або {\displaystyle \mathbb {Z} _{+}.} У деяких джерелах і зараз вважають це множиною натуральних чисел, але загальноприйнято вважати, що найменше натуральне число — це 1; натомість множину {\displaystyle \mathbb {N} _{0}} можна назвати множиною цілих невід'ємних чисел.

### Теоретико-множинне означення
Згідно з теорією множин, усі об'єкти побудови будь-яких математичних систем можна трактувати як множини. Розвиваючи цю точку зору, натуральні числа можна означати, базуючися на множинах. У теоретико-множинному означенні натуральні числа включають і число 0.

#### Стандартне означення
У стандартному теоретико-множинному означенні використовують конструкцію,яку запропонував Джон фон Нейман. Згідно з нею, натуральні числа ототожнюються з певними множинами, відповідно до таких двох правил:
- {\displaystyle 0=\varnothing } — порожня множина;
- {\displaystyle S(n)=n\cup \{n\}.}

Тут, як і вище, під {\displaystyle S(n)\,} ми розуміємо число, наступне відносно {\displaystyle n\,}. Числа, задані таким чином, називаються ординальними.
Ось ординальні числа та відповідні їм натуральні числа:
- {\displaystyle 0=\varnothing }
- {\displaystyle 1=\{0\}=\{\varnothing \}}
- {\displaystyle 2=\{0,1\}=\{\varnothing ,\{\varnothing \}\}}
- {\displaystyle 3=\{0,1,2\}=\{\varnothing ,\{\varnothing \},\{\varnothing ,\{\varnothing \}\}\}}
- {\displaystyle \mathbb {} ...}
- {\displaystyle n+1=\{0,1,...,n\}=n\cup \{n\}}
- {\displaystyle \mathbb {} ...}

Згідно з цим означенням, у множині, що відповідає числу {\displaystyle n\,}, є рівно {\displaystyle n\,} елементів (у наївному розумінні) і {\displaystyle n\leq m\,}, якщо і тільки якщо множина, що відповідає числу {\displaystyle n\,}, є підмножиною множини, що відповідає числу {\displaystyle m\,}.

#### Інші означення
Хоча стандартна конструкція корисна, але вона не є єдиною можливою конструкцією. Наприклад:
Означимо правила так :
- {\displaystyle 0=\varnothing ;}
- {\displaystyle \mathbb {} S(n)=\{n\}.}

Тоді маємо
- {\displaystyle 0=\varnothing }
- {\displaystyle 1=\{0\}=\{\varnothing \}}
- {\displaystyle 2=\{1\}=\{\{\varnothing \}\}}
- {\displaystyle \mathbb {} ...}

Або можна означити правила так :
- {\displaystyle 0=\{\varnothing \};}
- {\displaystyle S(n)=n\cup \{n\}.}

Тоді маємо
- {\displaystyle 0=\{\varnothing \}}
- {\displaystyle 1=\{\varnothing ,0\}=\{\varnothing ,\{\varnothing \}\}}
- {\displaystyle 2=\{\varnothing ,0,1\}=\{\varnothing ,\{\varnothing \},\{\varnothing ,\{\varnothing \}\}\}}
- {\displaystyle \mathbb {} ...}

Можливо, найстаріше означення натуральних чисел — означення, звичайно приписуване Фреге та Расселу, в якому кожне конкретне натуральне число {\displaystyle n} означене як множина всіх множин з {\displaystyle n} елементами.
Це означення може здатися нечітким, але насправді воно може бути строго переформульовано таким чином:
- {\displaystyle 0=\{\varnothing \}} — множина всіх множин без елементів (з нульовою кількістю елементів);
- {\displaystyle S(A)=\{x\cup \{y\}\mid x\in A\wedge y\not \in x\}}, для будь-якої множини A.

Тоді 0 буде множиною всіх множин без елементів, {\displaystyle 1=S(0)\,} буде множиною всіх множин з 1 елементом, {\displaystyle 2=S(1)\,} буде множиною всіх множин з 2 елементами, і так далі.

## Операції над натуральними числами
До арифметичних операцій над натуральними числами заведено відносити такі операції:
- Додавання: доданок + доданок = сума.
- Множення: множник {\displaystyle \cdot \,} множник = добуток. Крім знака {\displaystyle \cdot \,}, для позначення множення використовують знак {\displaystyle \times \,} або відсутність знака (у випадку, коли це не спричинює двозначності запису).
- Віднімання: зменшуване {\displaystyle -\,} від'ємник = різниця. При цьому, щоб результат також був натуральним числом, зменшуване повинно бути більшим за від'ємник. За означенням, {\displaystyle a-b=c\,}, якщо {\displaystyle a=b+c\,}.
- Ділення: ділене / дільник = частка. За означенням, {\displaystyle a/b=c\,}, якщо {\displaystyle a=bc\,}. Ділення може позначатися також горизонтальною рискою (ділене зверху, дільник знизу) або двокрапкою. У багатьох випадках ділення виводить за межі множини натуральних чисел (див. Подільність). Тому запроваджується також інша операція.
- Ділення з остачею: ділене / дільник = (частка, остача). За означенням, ділене = a, дільник = b, частка = q, остача = r, якщо {\displaystyle a=bq+r\,}, {\displaystyle 0\leq r<b\,}. Для натуральних чисел дільник має бути меншим за ділене. Така дія над натуральними числами завжди здійсненна й однозначна, хоча можливі значення для остачі — це натуральні числа та 0.

Операції додавання та множення є основними, а інші означаються через них, як описано вище; це характерно для будь-яких математичних структур з аналогічними операціями. Зазначимо також, що додавання та множення є замкненими операціями у множині натуральних чисел, оскільки вони завжди дають у результаті натуральне число (якщо були здійснені над натуральними числами); цього не можна сказати про віднімання та ділення.

## Основні властивості
1. Комутативність додавання: {\displaystyle \,\!a+b=b+a}
2. Комутативність множення: {\displaystyle \,\!ab=ba}
3. Асоціативність додавання: {\displaystyle \,\!(a+b)+c=a+(b+c)}
4. Асоціативність множення: {\displaystyle \,\!(ab)c=a(bc)}
5. Дистрибутивність множення відносно додавання: {\displaystyle \,\!{\begin{cases}a(b+c)=ab+ac\\(b+c)a=ba+ca\end{cases}}}

## Алгебраїчна структура
- Додавання натуральних чисел утворює моноїд (напівгрупу з нейтральним елементом, а саме 0).
- Множення утворює моноїд з нейтральним елементом 1.
- За допомогою замикання відносно додавання-віднімання та множення-ділення утворюються групи цілих чисел {\displaystyle \mathbb {Z} } та раціональних додатних чисел {\displaystyle \mathbb {Q} _{+}} відповідно.

## Виноски
1. ↑  Carothers, (2000, с. 3) каже, «{\displaystyle \mathbb {N} } це множина натуральних чисел (додатних цілих).» Визнаються обидва визначення, залежно від зручності, й загального консенсусу щодо того, чи слід включати нуль до натуральних чисел, не існує.[3]